# Betty Latowicz
Betty Latowicz – polska aktorka teatralna żydowskiego pochodzenia, wieloletnia aktorka Teatru Żydowskiego w Łodzi, Dolnośląskiego Teatru Żydowskiego we Wrocławiu i Teatru Żydowskiego w Warszawie.
Żona Izaaka Latowicza oraz matka Karola Latowicza (1923-1984), aktorów teatru żydowskiego w Polsce.

## Kariera
Teatr Żydowski w Warszawie
- 1955: Mirełe Efros

Dolnośląski Teatr Żydowski we Wrocławiu
- 1955: Młyn
- 1953: Meir Ezofowicz

Teatr Żydowski w Łodzi
- 1953: Dom w getcie
- 1951: Trzydzieści srebrników
- 1951: Dr A. Leśna
- 1951: 200.000
- 1950: Rodzina Blank
- 1950: Sen o Goldfadenie